# Grudziądz Mniszek
Grudziądz Mniszek – stacja kolejowa w Grudziądzu, w województwie kujawsko-pomorskim. Ruch pociągów pasażerskich i towarowych. Wyposażona jest w urządzenia sterowania ruchem kolejowym elektryczne przekaźnikowe. Posiada semafory świetlne, tarcze manewrowe i tarcze ostrzegawcze świetlne. Główne rozjazdy mają napędy elektryczne. Stacja została zmodernizowana w 2014 roku. Zlikwidowano wtedy trzy istniejące ówcześnie perony i zabudowano jeden wyspowy, dwukrawędziowy. Torowisko zabudowano w sposób mijanki.

## Ruch pasażerski
| Rok  | Wymiana pasażerska na dobę |
| ---- | -------------------------- |
| 2017 | 50-99                      |
| 2022 | 20-49                      |

## Połączenia
- Czersk (połączenie sezonowe)
- Toruń Główny
- Chełmża
- Grudziądz
- Brodnica